# Zonsverduistering van 12 oktober 1939

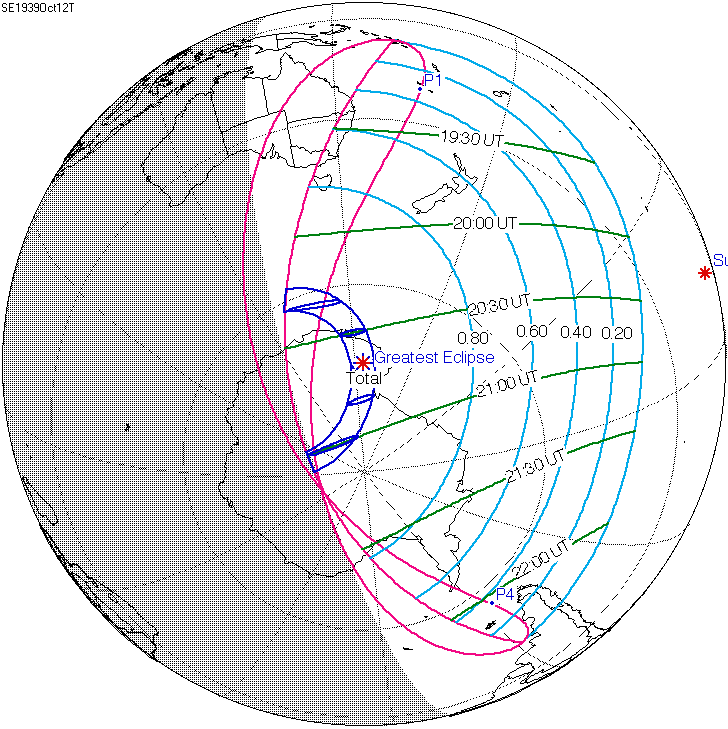
De zonsverduistering was te zien tussen de blauwe lijnen.

De totale zonsverduistering van 12 oktober 1939 trok veel over zee en was op land alleen te zien op Antarctica.

## Lengte

### Maximum
Het punt met maximale totaliteit lag op Antarctica op coördinatenpunt 72.7856° Zuid / 155.1115° Oost en duurde 1m32,4s.

### Limieten
| Fenomeen                    | Code | Tijdstip UTC  |
| --------------------------- | ---- | ------------- |
| Eerste contact bijschaduw   | P1   | 18:34:39.9 UT |
| Eerste contact kernschaduw  | U1   | 20:14:20.9 UT |
| Kernschaduw compleet vanaf  | U2   | 20:20:22.9 UT |
| Bijschaduw compleet vanaf   | P2   | Niet          |
| Maximum eclips              | GE   | 20:39:57.4 UT |
| Bijschaduw compleet t/m     | P3   | Niet          |
| Kernschaduw compleet t/m    | U3   | 20:59:11.1 UT |
| Laatste contact kernschaduw | U4   | 21:05:09.3 UT |
| Laatste contact bijschaduw  | P4   | 22:45:04.0 UT |